# Station Dawlish
Dawlish is een spoorwegstation van National Rail in Dawlish, Teignbridge in Engeland. Het station is eigendom van Network Rail en wordt beheerd door Great Western Railway. 